# الصديق (فئة زورق)
فئة الصديق هي سلسلة من تسع زوارق هجومية سريعة صنعت في الولايات المتحدة الأمريكية ما بين عام 1980 و عام 1982 لصالح القوات البحرية الملكية السعودية.

## قائمة السفن من هذه الفئة
| صورة | رقم        | سفينة  | صناعة             | أكتمل بناءه      | الحالة           |
| ---- | ---------- | ------ | ----------------- | ---------------- | ---------------- |
|      | 511        | الصّدّيق | Peterson Builders | 1980             | في الخدمة النشطة |
| 513  | الفاروق    | 1981   | Peterson Builders | في الخدمة النشطة |                  |
| 515  | عبد العزيز | 1981   | Peterson Builders | في الخدمة النشطة |                  |
| 517  | فيصل       | 1981   | Peterson Builders | في الخدمة النشطة |                  |
| 519  | خالد       | 1982   | Peterson Builders | في الخدمة النشطة |                  |
| 521  | عمرو       | 1982   | Peterson Builders | في الخدمة النشطة |                  |
| 523  | طارق       | 1982   | Peterson Builders | في الخدمة النشطة |                  |
| 525  | عقبة       | 1982   | Peterson Builders | في الخدمة النشطة |                  |
| 527  | أبو عبيدة  | 1982   | Peterson Builders | في الخدمة النشطة |                  |